# Odontochilus reniformis
Odontochilus reniformis är en orkidéart som först beskrevs av Joseph Dalton Hooker, och fick sitt nu gällande namn av Paul Ormerod. Odontochilus reniformis ingår i släktet Odontochilus och familjen orkidéer. Inga underarter finns listade i Catalogue of Life.